# 津液
津液（しんえき）は、津（陽性の水分、清んで粘り気がなく、主として体表を潤し、体温調節に関与し、汗や尿となって体外へ排泄される）と液（陰性の水分、粘り気があり体内をゆっくりと流れるもので、骨や髄を潤す。体表部では目、鼻、口などの粘膜や皮膚に潤いを与える）で構成される体内の水分の総称である。源は飲食物で、胃や腸に入って水様のものが分離されて作られる。別名、陰津、水液、水津、水湿とも呼ばれる。

## 臓腑との関係
脾胃（中焦）、肺（上焦）、腎・膀胱（下焦）と関係が深く、脾胃は水穀から津液を分離して脾の働きでこれを上部の肺へ送り、肺は胃から送られた津液を全身へ布散し、腎は全身に輸布された津液を管理して、不用のものを膀胱に貯めて尿として排泄する。